# Dolors Condom i Gratacòs
Dolors Condom i Gratacòs   (Palamós, 4 de març de 1926 - Girona, 5 de març de 2016) fou una catedràtica i llatinista catalana.

## Trajectòria
Amb onze anys, la seva família es traslladà a viure a Girona. Començà la carrera de Magisteri, però finalment es va llicenciar en Filologia clàssica a la Universitat de Barcelona (1951). Deixebla de Marià Bassols de Climent, es va dedicar a l'estudi de la llengua llatina medieval i de la projecció del món clàssic a Catalunya, com a investigadora del CSIC.
Catedràtica de llatí des del 1961, impartí docència de llengua llatina a la delegació de Girona de la Universitat Autònoma de Barcelona, posteriorment la Universitat de Girona i en l'ensenyament secundari, a Tarragona i a Girona. Membre activa de diverses entitats universitàries i culturals gironines, va col·laborar amb la Fundació Bernat Metge, per a la qual va traduir textos de Ciceró i Rutili Namacià.
Membre de la Junta de la Societat Catalana d'Estudis Clàssics de l'IEC, el 1991 fou guardonada per la Generalitat de Catalunya amb la Medalla President Macià per la seva dedicació en el camp de l'antiguitat clàssica. El 2009 fou reconeguda a la XV edició del Premi Mestres 68. El 2010 es va publicar Aula Magna. Antologia de textos i estudis literaris, llibre inclòs dins de la «Col·lecció Josep Pla» de la Diputació de Girona, un recull d'articles de Condom sobre cultura clàssica, docència i Girona, la majoria intervencions en congressos o articles publicats en revistes com Auriga, Revista de Girona i Annals de l'Institut d'Estudis Gironins.

## Obres

### Traduccions
- Ciceró, Marc Tul·li. Discursos. Vol. 12. Barcelona: 1989. (FBM; 255)
- Ciceró, Marc Tul·li. Discursos. Vol. 11. Barcelona: 1995 (FBM; 293)
- Rutili Namacià. Del seu entorn. Barcelona: 2000. (FBM; 319)

### Diccionaris
- Diccionari Llatí-Català (1993); direcció a càrrec d'Antoni Seva i Llinares

### Assaig
- Aula Magna. Antologia de textos i estudis literaris (2010)